# Frederick Orpen Bower
Frederick Orpen Bower (Ripon, 4 november 1855 - Ripon, 11 april 1948) was een Engelse botanicus. Hij hield zich voornamelijk bezig met onderzoek naar pteridophyta, met name varens.
Bowers bijdrages aan de wetenschap waren met name van belang op het gebied van het ontstaan en de evolutionaire ontwikkeling van de planten die hij bestudeerde. Hij was een fervent uitdrager van de interpolatietheorie, die variaties in levenscycli uitlegt. Daarnaast was Bower erg geïnteresseerd in paleobotanie.

## Academisch leven
Bower studeerde af aan het Trinity College van de Universiteit van Cambridge, waarna hij de Universiteit van Würzburg en de Universiteit van Straatsburg bezocht. Hij werd later lector aan het University College London en vanaf 1885 'Regius' hoogleraar plantkunde aan de Universiteit van Glasgow, tot hij in 1925 met pensioen ging.
In 1891 werd Bower verkozen tot Fellow of the Royal Society, waarvan hij in 1910 de Royal Medal en in 1938 de Darwin Medal ontving. In 1909 kreeg hij al de Linnean Medal.